# Revolutie, revolutie...
Revolutie, revolutie...  is het derde album uit de stripreeks Samber van Yslaire.

## Verhaallijn
Parijs, februari 1848. Egon Valdieu is na het feestje op de marché des innocents toegekomen, terwijl Bernard Samber wakker wordt in het bed van zijn minnares van één nacht, Olympe de Castelbajac. Op de marché des innocents komt ook Rodolphe en zijn makkers toe, klaar om de revolutie te beginnen. En terwijl Rodolphe zijn opruiende preek houdt, gaat Valdieu terug naar huis waar hij Julie vraagt om model te staan om zijn schilderij af te maken.
Bernard trekt de straten van Parijs in om Julie te zoeken, en wordt hierbij gevolgd door een agent in burger, op vraag van neef Guizot die bij de politie werkt. Hij wordt niettemin overvallen, neergeslagen en wordt wakker in de vertrekken van “de kapelaan”. Ze praten over Hugo Samber en zijn boek over “de oorlog van de ogen”.
Bernard trekt terug de straat op, maar als hij weer in de problemen dreigt te komen, kan Guizot hem in zijn koets trekken. Daar verneemt Bernard dat Julie al die tijd in hetzelfde huis van zijn vader onderdak heeft gevonden. De koets komt terecht in een groep demonstranten, geraakt nog nauwelijks vooruit en Bernard gaat ervandoor, op zoek naar Julie, om haar te verwittigen dat de politie haar zoekt voor de moord op zijn moeder en dat haar schuilplaats gekend is. Bernard trekt de bijgebouwen van zijn vaders huis in en treft er Valdieu aan, te midden van zijn schilderijen. Valdieu ontkent dat hij een vrouw onderdak biedt, en Bernard herkent Julie niet op het onvoltooide schilderij. Hoewel Valdieu het haar verboden had, laat Julie zich toch zien aan Bernard. Het komt tot een schermutseling tussen beide mannen, en Julie treft Valdieu in het oog met haar haarspeld. De politie valt binnen onder leiding van Guizot en arresteert Julie. Neef Guizot neemt Bernard mee en Julie wordt in een koets gevankelijk weggevoerd. De koets wordt echter tegengehouden door de revolutionairen en Julie wordt bevrijd.
In die nacht sterft Valdieu aan zijn verwondingen, in het gezelschap van zijn minnares, Olympe. Bernard staart naar het onvoltooide schilderij van Julie. Zijn wonde aan zijn hand is weer opengegaan, en met het bloed voltooit hij het schilderij door de ogen van Julie rood te kleuren.